# 直韁眶鋸雀鯛
直韁眶鋸雀鯛（學名：Stegastes rectifraenum），又稱直韁高身雀鯛，為輻鰭魚綱雀鯛科眶鋸雀鯛屬下的一個種，分布於中太平洋東部墨西哥海域，深度1至10公尺，本魚體呈橢圓形而側扁，吻短而鈍圓。口中型，具頜齒，小而呈圓錐狀，眶下骨裸出，下緣具鋸齒，前鰓蓋骨後緣具鋸齒，下鰓蓋骨後緣無鋸齒，體被櫛鱗，幼魚全身為藍色，魚鱗中央為淺藍色，尾柄上方有一黑色眼狀斑，成魚體色為褐色，背鰭硬棘12枚、背鰭軟條15-16枚、臀鰭硬棘2枚、臀鰭軟條12-14枚，體長可達13.5公分，棲息在近海岩礁區，屬雜食性，以藻類和小型無脊椎動物為食，具有領域性，繁殖期時成對出現，雄魚會守護卵直到孵化，生活習性不明。